# 대전 석조석가모니불좌상 및 복장품 일괄
석조석가모니불좌상 및 복장품 일괄(石造釋迦牟尼佛坐像 및 腹藏品 一括)은 대전광역시 대덕구 탑립동 442-1, 여진불교미술관에 있는 불상이다. 2013년 2월 22일 대전광역시의 문화재자료 제59호로 지정되었다.

## 개요
석조석가모니불좌상은 전체 높이가 118cm로 경주불석으로 조각된 석조불상이다.
불상 머리의 육계(肉髻)는 명확하지 않으나 중간계주와 정상계주가 갖추어져 있다. 얼굴은 약간 각이 졌으나 아래턱이 후덕한 둥근 형태이다. 가는 눈과 오똑한 코, 넓은 입술이 특징적이며, 입술의 양끝을 올라가게 처리하여 웃는 듯한 인상을 준다. 목은 삼도(三道) 표현이 없으며 가슴은 빈약해 보이나 굵은 팔에 폭이 넓은 무릎을 하여 안정감이 있다. 우견편단(右肩偏袒)의 법의를 입었으며 수인은 항마촉지인(降魔觸地印)의 변형으로 왼 손바닥을 위로하여 오른발 위에 올려놓고 있다. 불상의 얼굴 및 신체를 각지게 표현하여 덩어리 모양 느낌을 주는 등 전통적인 불상과 다른 표현이 많으나, 이는 전문가가 아닌 일반인에 의해 제작된 민불의 특징이다.
석조석가모니불좌상과 함께 석조석가모니불 발원문, 금강반야바라밀경 등 복장품이 갖추어져 있으며, 발원문에는 이 불좌상의 조성시기(1933년) 및 내력이 작성되어 있다. 복장품의 양은 많지 않으나, 당시 복장 문화를 살펴 볼 수 있는 자료이다.

## 지정 사유
복장유물 중 발원기를 통해 조성연대와 조각승, 시주자 등이 밝혀져 있고, 칠곡 송림사 명부전 삼장보살상 등 몇몇 예를 제외하고는 1미터가 넘은 불상을 불석으로 조성한 예는 많지 않다는 점을 고려, 불석제 불좌상이라는 자료적 가치가 인정된다.

## 참고 자료
- 석조석가모니불좌상 및 복장품 일괄 - 국가유산청 국가유산포털